# Magdalene Sophie zu Hessen-Homburg

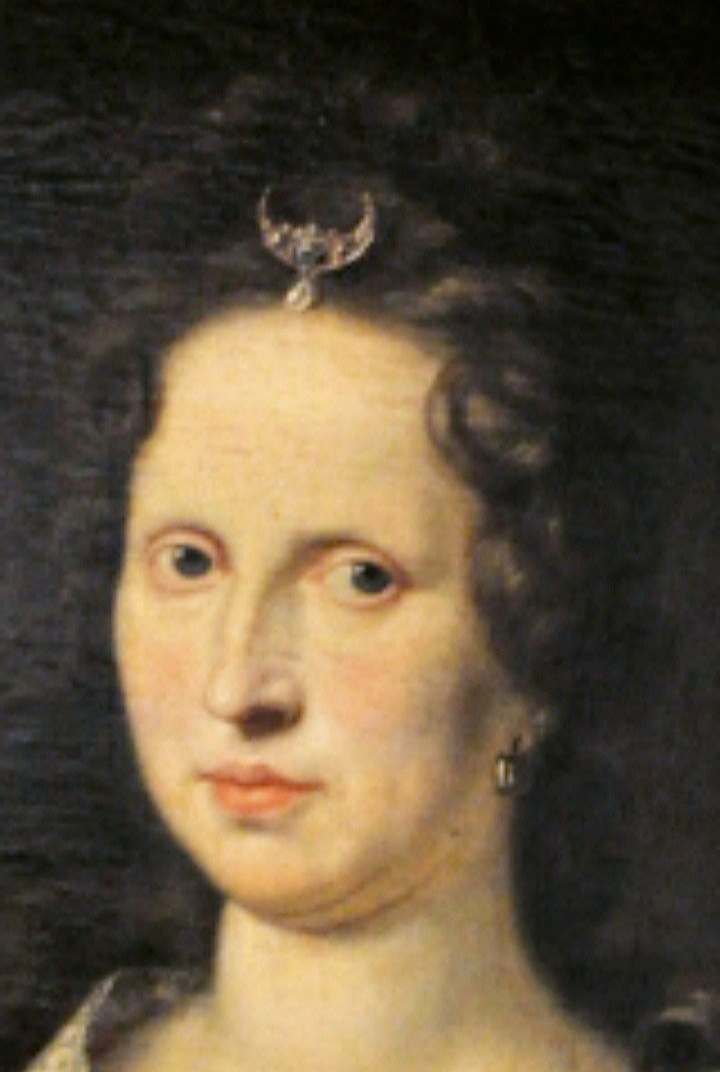
Magdalena Sophie zu Solms-Braunfels-Greifenstein-Hungen, geb. zu Hessen-Homburg in Bingenheim

Magdalene Sophie Prinzessin zu Hessen-Homburg (* 24. April 1660 auf Schloss Bingenheim; † 22. März 1720 auf Schloss Braunfels) war eine hessische Prinzessin und durch Heirat Gräfin zu Solms-Braunfels-Greifenstein.

## Leben

### Herkunft und Familie
Magdalene Sophie von Hessen-Homburg war eine Tochter des Landgrafen Wilhelm Christoph von Hessen-Homburg (1625–1681) und dessen Gemahlin Sophia Eleonora, Tochter des Landgrafen Georg II. von Hessen-Darmstadt. Ihre ältere Schwester Christine Wilhelmine (1653–1722) war mit dem Herzog Friedrich zu Mecklenburg (1638–1688) verheiratet. Neben drei tot geborenen Kindern starben drei ihrer Brüder im frühen Kindesalter. Leopold Georg (1654–1675) wurde 20 Jahre alt.

### Wirken

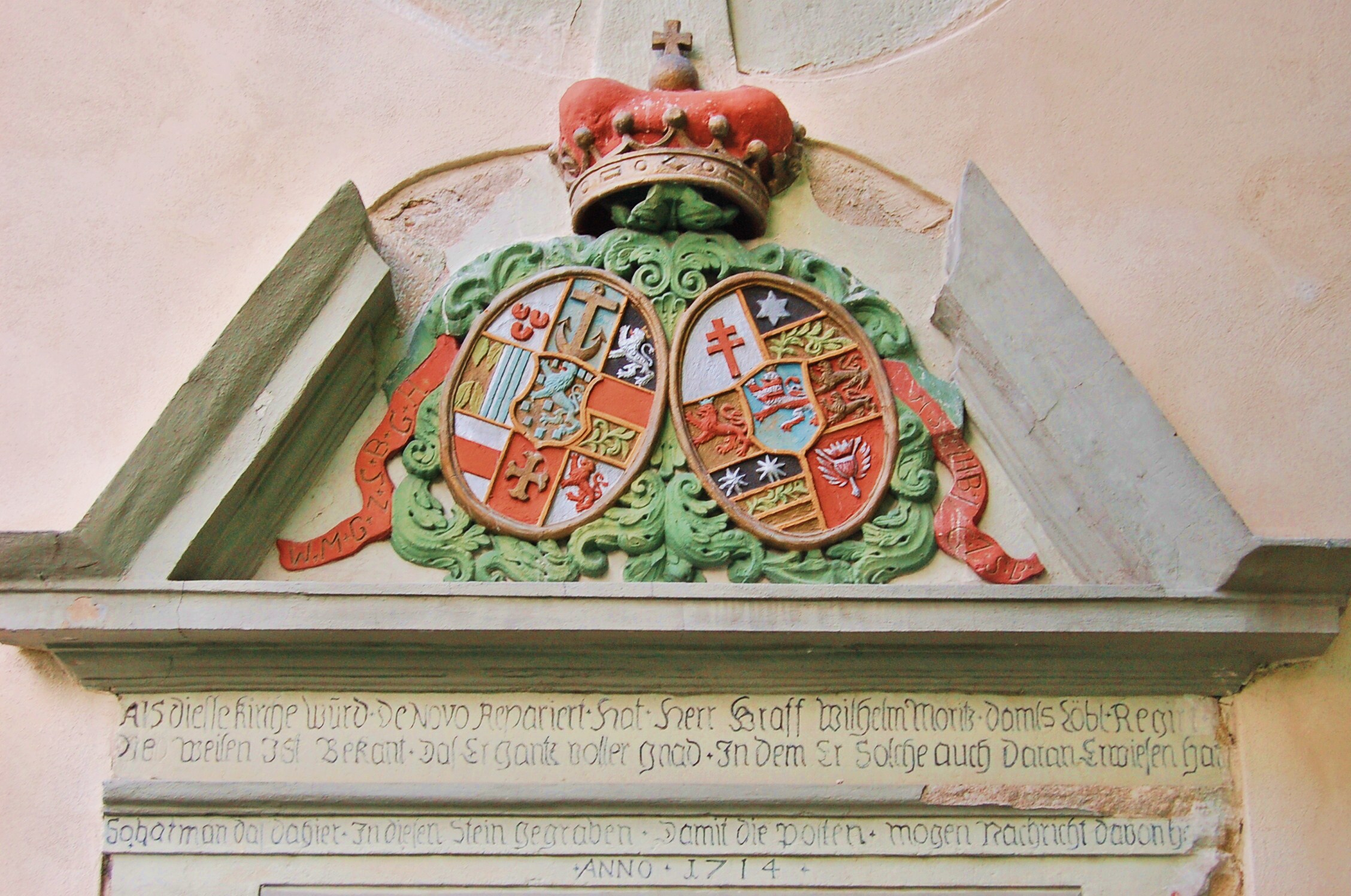
Allianzwappen des Grafen Wilhelm Moritz zu Solms-Braunfels und seiner Gemahlin Magdalene Sophie geb. Prinzessin zu Hessen-Homburg, am Westportal der Kirche in Braunfels-Tiefenbach (1714)

Am 22. Januar 1679 heiratete Magdalene Sophie auf Schloss Bingenheim den Grafen Wilhelm Moritz von Solms-Braunfels (1651–1724). Mit ihrer Ehe begründete sie eine länger dauernde Verbindung der Häuser Hessen-Homburg und Solms. 1693 trat ihr Ehemann das Erbe seines Cousins Heinrich von Solms-Braunfels an. Das nunmehr auch das bedeutsamere Solms-Braunfels regierende Grafenpaar verlegte seine Residenz von der Burg Greifenstein zum Schloss Braunfels.

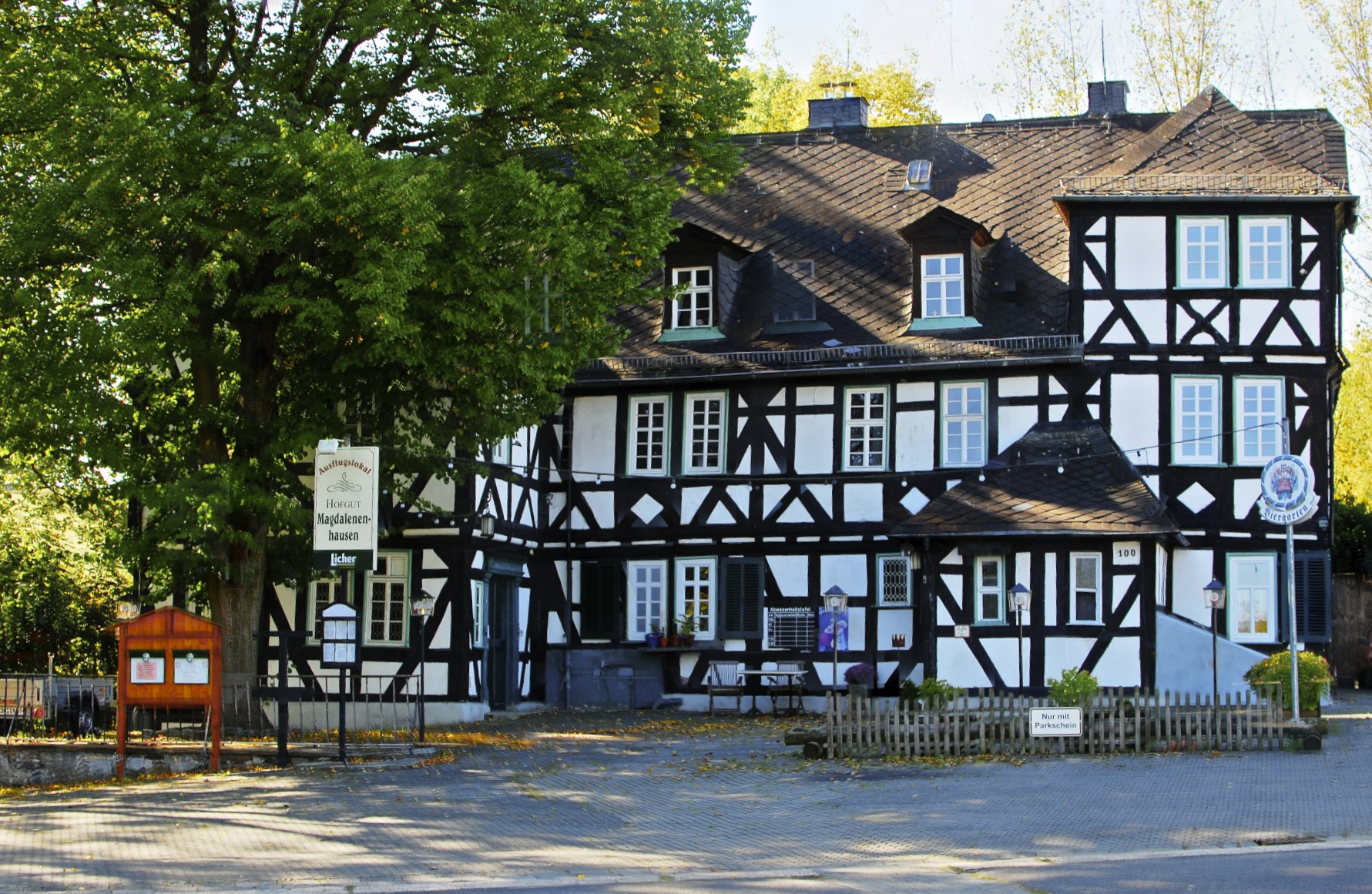
Herrenhaus auf dem Hofgut Magdalenenhausen: das repräsentative Fachwerkhaus wurde im Jahr 1693 für die Gräfin Magdalena errichtet. 1716 legte Graf Wilhelm Moritz um das Gut herum einen Tiergarten an, der um 1800 wieder aufgegeben wurde. Nach dem Tod der Gräfin Magdalena 1720 wohnte nur noch ein Förster und Verwalter auf dem Gut

Da Magdalene nur ungern von Greifenstein wegzog, erhielt sie von ihrem Mann das Gut Mein(s)häuser Hof, zwischen Wetzlar und Braunfels gelegen, einen im Mittelalter zur Burg Kalsmunt gehörigen Wirtschaftshof, als Geschenk. Später wurde das Gut „Magdalenenhausen“ oder „Magdalenhäuser Hof“ genannt.

### Kinder und Nichte
Aus ihrer Ehe sind die Kinder Sophia Sibylla Wilhelmina (1684–1727), Christiane Charlotte (1690–1751, ⚭ 3. Oktober 1722 Landgraf Kasimir Wilhelm von Hessen-Homburg (1690–1726)), Friedrich Wilhelm (1696–1761) und Dorothea Sophie (1699–1733, ⚭ 3. Dezember 1730 Albrecht Christoph zu Dohna-Schlobitten (1698–1752)) hervorgegangen. Vier Kinder starben im frühen Kindesalter. Ihre Nichte Sophie Luise zu Mecklenburg-Schwerin (1685–1735) heiratete 1708 König Friedrich I. in Preußen (1657–1713).